# Gephyromantis plicifer
A Gephyromantis plicifer   a kétéltűek (Amphibia) osztályába és  a békák (Anura) rendjébe aranybékafélék (Mantellidae) családjába tartozó faj. 

## Előfordulása
Madagaszkár endemikus faja. A sziget délkeleti részén, a Ranomafana Nemzeti Parkban és az Anosyenne-hegységben, 400–900 m-es tengerszint feletti magasságban honos.

## Megjelenése
Közepes méretű  Gephyromantis faj. A hímek testhossza 39–48 mm, a nőstényeké 45–50 mm. Morfológiailag hasonlít a Gephyromantis luteus fajra, viszont mérete nagyobb, és különösen nagy méretű, feltűnő combmirigyei vannak.
Változatai: az Antoetrából származó egyedek bizonyos mértékű genetikai különbségeket mutatnak a Ranomafana környékén élőkkel összehasonlítva. További vizsgálatokra van szükség annak eldöntésére, hogy ez lényeges taxonómiai eltérést jelent-e.

## Természetvédelmi helyzete
A vörös lista a nem veszélyeztetett fajok között tartja nyilván. Elterjedési területe valószínűleg nem sokkal haladja meg a 20 000 km²-t, folyamatosan csökken, élőhelyének minősége romlik. Megtalálható a  Ranomafana Nemzeti Parkban és valószínűleg az Andohahela Nemzeti Parkban. A védett területeken kívül élőhelyének elvesztése jelent fenyegetést rá a mezőgazdaság, a fakitermelés, a szénégetés, a legeltetés és a települések fejlődése következtében.